# 聖公會仁立紀念小學
聖公會仁立紀念小學（英語：S.K.H. Yan Laap Memorial Primary School），簡稱為「仁紀」，為香港葵青區一所津貼小學，毗鄰葵涌邨，前身為同區的聖公會仁立小學下午校，於1970年創辦，2002年分拆並遷入現址。

## 歷史
此校前身為聖公會仁立小學下午校，以已故香港聖公會會吏長鍾仁立冠名，於1970年創校，沿用半日制模式辦學。
2001年，原校入紙競投鄰近葵涌邨的校舍，以分拆為兩所獨立的全日制小學，並獲批准。隨著現時校舍於翌年落成，仁立小學下午校隨即遷入現址，並更名為仁立紀念小學；而上午校則留守原址，亦改為全日制。

## 校舍
此校為一所後期型小學千禧校舍，樓面積為10,727平方米，設有30間課室及各種特別室。
校舍由合和建築承建，於2002年7月完工，同年9月啟用。

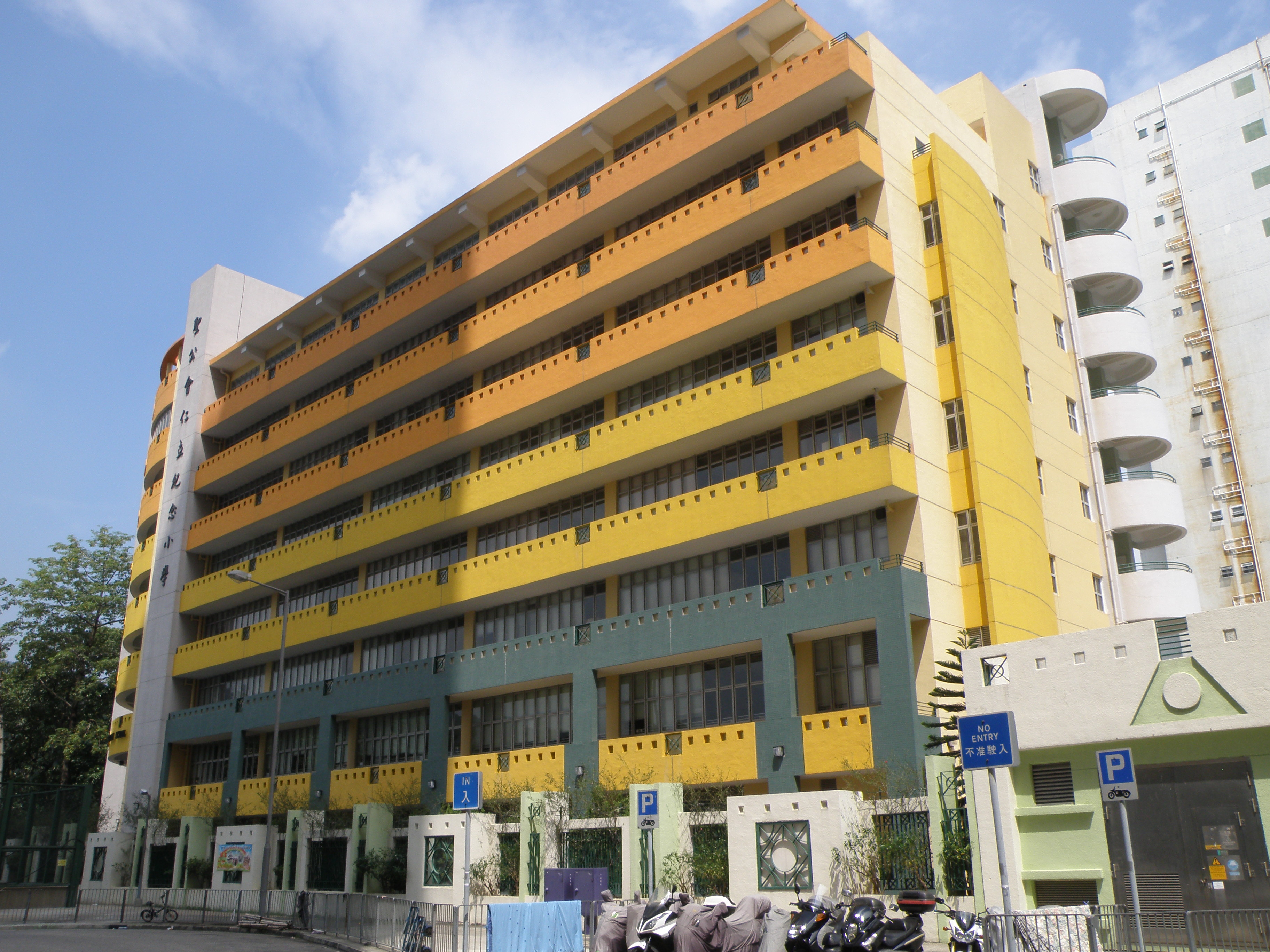
校舍正面

## 歷任管治人員

### 校監
- 鄺女士（2002年-2005年，首任校監；由原校過渡[7]）
- 鄒小磊先生（2005年起，現任校監）

### 校長
- 鄭秀薇女士（2002年-2016年，首任校長；由原校過渡[7]）
- 余茵茵女士（2016年起，現任校長[8]）

## 聯繫中學
此校與同系的聖公會林護紀念中學為聯繫學校，有25%中一學額預留予此校及仁立小學的學生。

## 事件
- 於2022年1月，由於鄰近校舍的葵涌邨五期爆發疫情，此校自同月17日起改於網上授課。及後，有傳媒引述一名自稱為此校教師的人士，稱校方要求教師回校學習網課技巧的安排不當。事後，校方否認相關指控，並作出解釋[9]。
- 在二零一三年，有學生因為教師壓力下，跳樓自殺

## 外部
- 聖公會仁立紀念小學官方網頁 （页面存档备份，存于）